# Museu de Zacint
El Museu de Zacint, també conegut com a Museu Bizantí de Zacint (en grec, Βυζαντινό Μουσείο Ζακύνθου, AFI: [viza(n)diˈno muˈsio zaˈcinθu]), és un dels museus de Grècia. Està situat a la capital de l'illa de Zacint, en l'arxipèlag de les illes Jòniques.

## Història del museu
L'origen del museu té el seu precedent en una primera col·lecció arqueològica que es va reunir a Zacint en 1882. Posteriorment, en 1908 es va fundar el Museu d'Antiguitats Medievals i Bizantines, que exposava les seves obres en un edifici llogat. En 1919 es va traslladar a l'església Pantokràtora, i comptava amb un magatzem adjacent. Durant tots aquests anys el museu va ser enriquint-se amb noves obres procedents principalment d'esglésies i castells.
En 1952 el museu va ser novament traslladat, aquesta vegada a un edifici del període venecià però un terratrèmol que va tenir lloc en 1953 va afectar tant a l'edifici del museu com a molts altres edificis de l'illa. Així doncs, va haver de construir-se un nou edifici per al museu al que es van portar molts tresors artístics de les esglésies que van ser afectades pel terratrèmol. Aquest edifici es va acabar de construir en 1959 i va ser inaugurat a l'any següent; es troba a la plaça Dionisios Solomós i va ser dissenyat per l'arquitecte Spyridon Lageris en estil neoclàssic.

## Col·leccions
La col·lecció permanent del museu conté objectes procedents principalment d'esglésies i altres edificis monumentals de l'illa de l'època romana d'Orient i posterior. També s'organitzen algunes exposicions temporals i programes educatius i altres activitats culturals.
La sala A conté dues iconòstasis de les esglésies Pantokràtora i de Agios Dimitrios, del segle segle xvii. La sala Β alberga petites escultures, relleus, deixants funeraris, elements arquitectònics i plaques epigràfiques del període hel·lenístic, de l'època romana d'Orient i dels primitius cristians. D'altra banda, les sales Βα i Γ contenen pintures murals de diferents esglésies i monestirs.
A la sala Δ s'exhibeixen obres de pintors d'icones de l'escola cretenca dels segles segle xv al segle xvii, com Miguel Damasceno, Emmanuel Tzanes i Angelos Akotantos. La sala Ε mostra obres pictòriques de finals del segle xvii i del segle segle xvii de deixebles dels grans pintors de l'anterior sala i uns altres. Entre elles es troben diverses obres de Nikolaos Kallergis. Finalment, les sales Ζ i Η mostren obres de pintors de Zacint de finals del segle segle xviii i principis del segle xix, com Nikolaos Koutouzis i Nikolaos Kantounis.